# Micrathyria ringueleti
Micrathyria ringueleti is een libellensoort uit de familie van de korenbouten (Libellulidae), onderorde echte libellen (Anisoptera).
De wetenschappelijke naam Micrathyria ringueleti is voor het eerst geldig gepubliceerd in 1988 door Rodrigues.